# Instituto Nacional de Psiquiatría
El Instituto Nacional de Psiquiatría Ramón de la Fuente Muñiz (INPRFM por sus siglas) es una institución de atención médica, enseñanza e investigación científica perteneciente a la Secretaría de Salud de México cuya especialidad es la psiquiatría. Forma parte de los Institutos Nacionales de Salud, un sistema de 13 institutos de investigación en ciencias biomédicas en los que se brindan servicios de salud pública y docencia a la población en general, destacando entre los mejores de su tipo en Latinoamérica.

## Historia
Esta institución fue creada en 1978 por el entonces presidente de México, José López Portillo sobre la base de gestiones del psiquiatra Ramón de la Fuente Muñiz, con el nombre de Centro Mexicano de Estudios en Salud Mental (CEMESAM). Esta entidad reemplazó, para tener mayor amplitud en el ámbito de la salud mental, al Centro Mexicano de Estudios en Farmacodependencia (CEMEF) creado en 1972. En 1979 se publicó en el Diario Oficial de la Federación el decreto presidencial para la creación del Instituto Mexicano de Psiquiatría; finalmente el 26 de mayo de 2000 cambiaría su nombre a Instituto Nacional de Psiquiatría Ramón de la Fuente Muñiz en honor a su fundador. Esta institución tiene la finalidad de atender, investigar y prevenir las enfermedades mentales de la población mexicana.

## Áreas
Educación Continua: Las actividades de Educación Continua de la Dirección de Enseñanza son parte de la estrategia integral del Instituto Nacional de Psiquiatría Ramón de la Fuente Muñiz (INPRFM) para mejorar la formación y profesionalización del personal de salud en psiquiatría y salud mental.
Derivado de la pandemia por COVID-19 y en respuesta a las necesidades de los profesionales de la salud, el Programa Anual de Educación Continua (PAEC) 2020 y 2021 integra proyectos educativos elaborados en colaboración interinstitucional bajo la dirección del Dr. Héctor Esquivias.